# Cereja

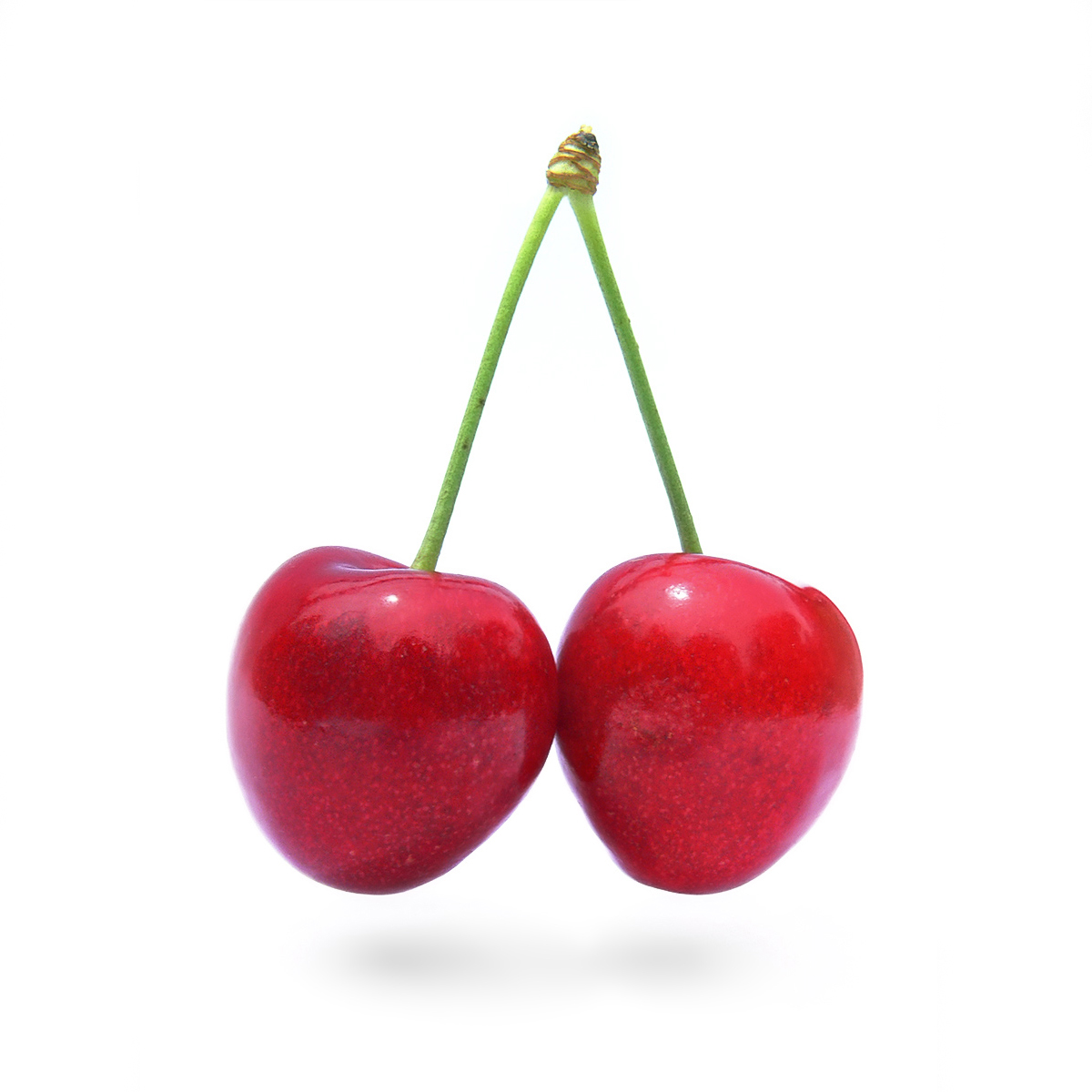
Prunus avium, cereja doce, também chamada de cereja selvagem

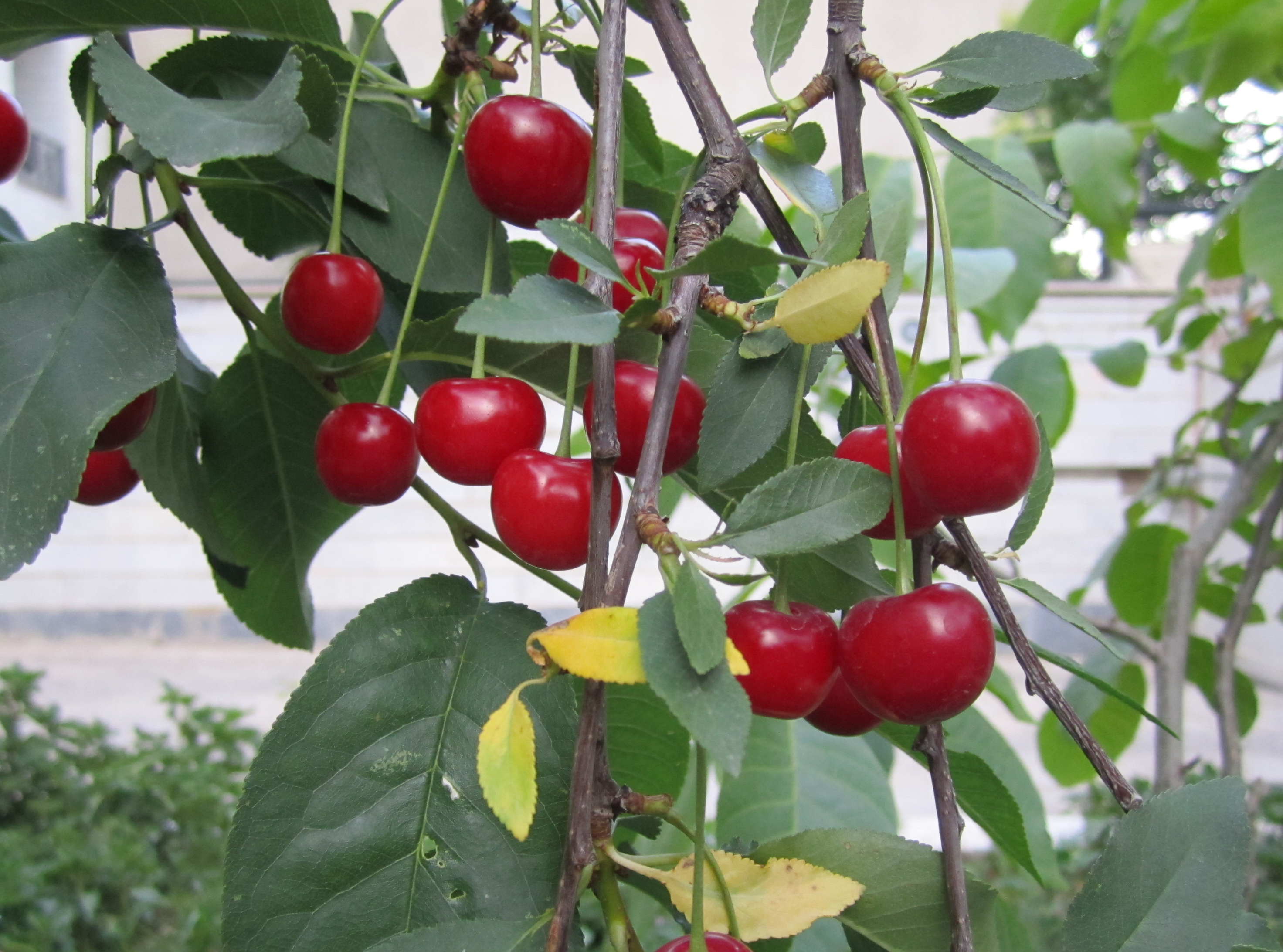
Prunus cerasus

Uma cereja é o fruto de muitas plantas do gênero Prunus. As cerejas do comércio geralmente são obtidas de cultivos de um número limitado de espécies, como a cerejeira-brava (Prunus avium) e a cereja-ácida (Prunus cerasus, ou Ginja). A Ginja, de polpa bem mais firme, é usada na fabricação de conservas, compotas e bebidas licorosas, como o kirsch, ginjinha e o marasquino. As cerejas contém proteínas, cálcio, ferro e vitaminas A, B, e C. Quando consumida ao natural, tem propriedades refrescantes, diuréticas e laxativas. A cereja tem altas concentrações de antocianina, e é considerada um anti-inflamatório natural, prevenindo inflamações e acalmando dores no corpo. As sementes encontradas no interior da fruta têm propriedades vermífugas e diuréticas.
As cerejas são frutos pequenos e arredondados que podem apresentar várias cores, sendo o vermelho a mais comum entre as variedades comestíveis. A cereja-doce, de polpa macia e suculenta, é servida ao natural, como sobremesa. Como a cereja é muito rica em tanino, consumida em excesso  pode provocar problemas estomacais, não sendo aconselhável consumir mais de 200 ou 300 gramas da fruta por dia.

## Botânica
Muitas cerejas são membros do subgênero Cerasus, que é distinguido por ter as flores em pequenos corimbos (não isoladamente, nem em racemos), e por ter frutos lisos com apenas um sulco fraco ao longo de um lado, ou nenhum sulco. O subgênero é nativo das regiões temperadas do Hemisfério Norte, com duas espécies na América, três na Europa e o restante na Ásia. Outras frutas de cereja são encontradas em racemos e são chamadas de bird cherries ("cerejas de pássaros").

## Cultivo

### Época de cultivo
Como a maioria das árvores de latitude moderada, as sementes de cereja requerem exposição ao frio para germinar (uma adaptação que evita a germinação durante o outono, o que resultaria na morte da muda pelas temperaturas de inverno).  São plantadas no outono (após serem refrigeradas) e as mudas emergem na primavera.  Uma cerejeira levará de três a quatro anos no campo para produzir sua primeira safra de frutas e sete anos para atingir a maturidade plena.  Por causa da exigência de tempo frio, nenhum membro do gênero Prunus pode crescer em climas tropicais.
No hemisfério sul, as cerejas geralmente estão no auge no final de dezembro e são amplamente associadas ao Natal. 

## Produção
Em 2014, a produção mundial de cerejas doces foi de 2,25 milhões de toneladas, com a Turquia produzindo 20% desse total. Outros grandes produtores de cerejas eram os Estados Unidos e o Irã.